# General Galarza
General Galarza är en ort i Argentina.   Den ligger i provinsen Entre Ríos, i den centrala delen av landet, 230 km norr om huvudstaden Buenos Aires. General Galarza ligger 54 meter över havet och antalet invånare är 4 150.
Terrängen runt General Galarza är platt, och sluttar västerut. Runt General Galarza är det mycket glesbefolkat, med 7 invånare per kvadratkilometer.. General Galarza är det största samhället i trakten.
Trakten runt General Galarza består till största delen av jordbruksmark.